# UNPSG
Il Gruppo di supporto alla polizia locale delle Nazioni Unite in Croazia (UNPSG dall'inglese United Nations Police Support Group) è stata una missione dell'ONU decisa dal Consiglio di Sicurezza il 19 dicembre 1997 con la risoluzione 1145.
Il mandato della missione, che iniziò ad essere operativa dal 16 gennaio 1998 immediatamente dopo la fine della missione UNTAES, era quello di addestrare la neonata polizia croata nella zona est del paese nel quadro degli Accordi di Dayton.
La missione era composta da 114 poliziotti provenienti da: Argentina, Austria, Danimarca, Egitto, Figi, Finlandia, Giordania, Indonesia, Irlanda, Kenya, Lituania, Norvegia, Polonia, Russia, Stati Uniti, Svezia, Svizzera ed Ucraina.
Il quartier generale della missione, che fu comandata dal generale Halvor Hartz (Norvegia), fu posto a Vukovar; la missione si concluse il 15 ottobre dello stesso anno avendo raggiunto gli obbiettivi prefissati.